# Vendel (Schweden)

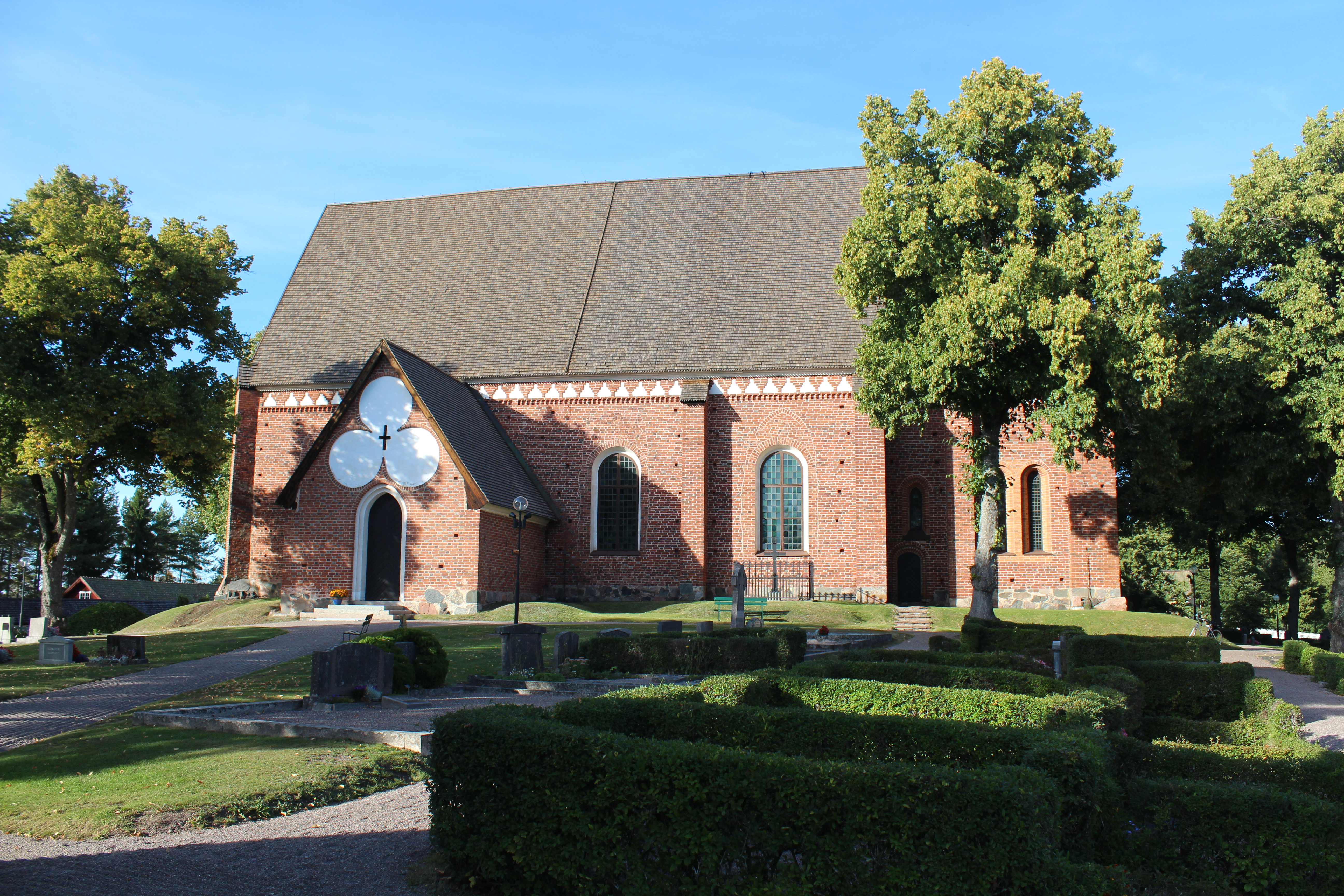
Kirche und Friedhof

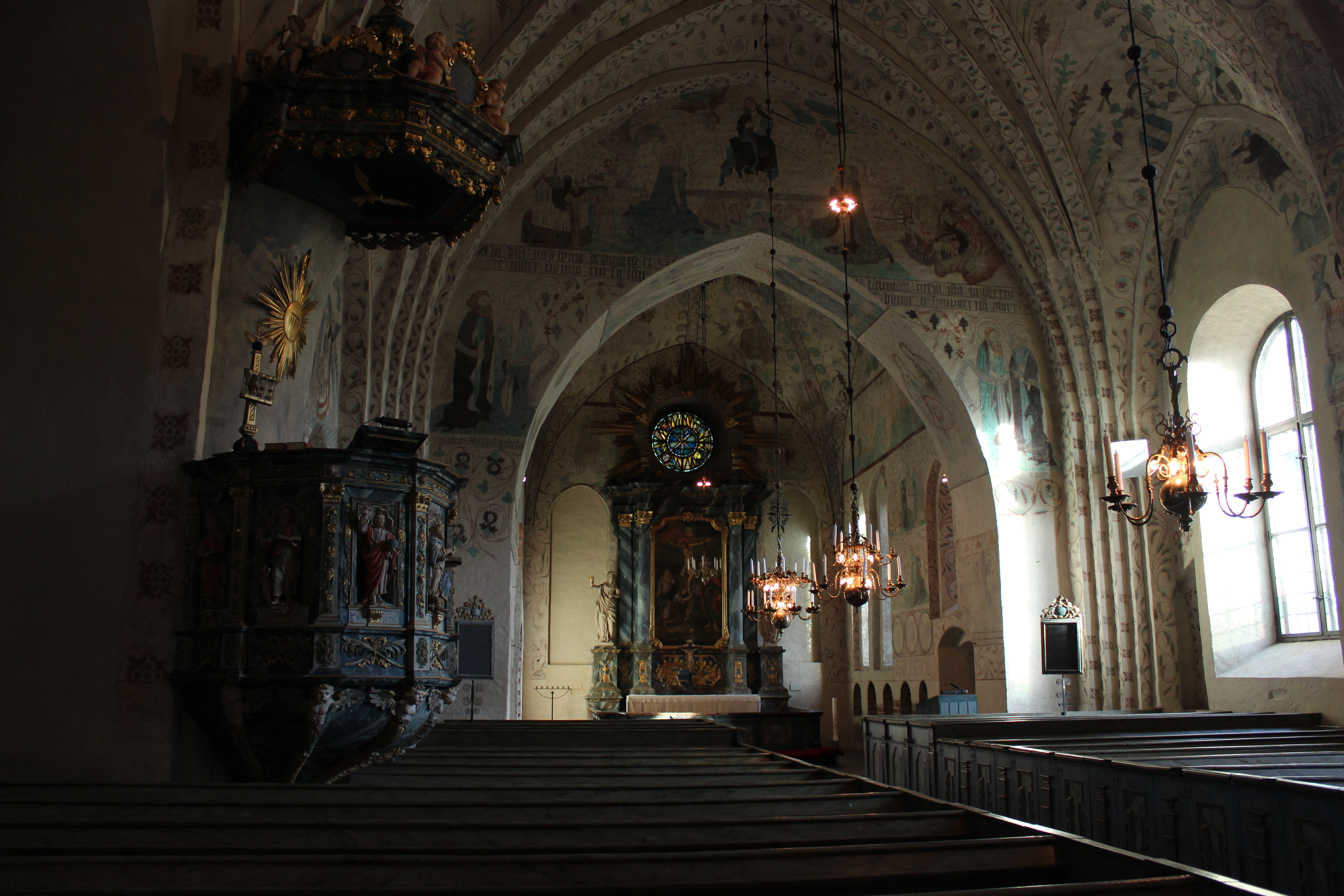
Kreuzrippengewölbe der Kirche

Vendel (schwedisch Vendels socken) ist ein Kirchspiel (Socken) in der Gemeinde Tierp im Norden der historischen schwedischen Provinz Uppland. 
Es ist bekannt für seine mittelalterliche Kirche und für vor- und frühgeschichtliche Spuren.

## Vendels Kyrka
Die Pfarrkirche des Kirchspiels ist eine gotische Backsteinkirche. Errichtet wurde das eingewölbte einschiffige Gotteshaus im späten 13. und frühen 14. Jahrhundert.

## Bootsgräber

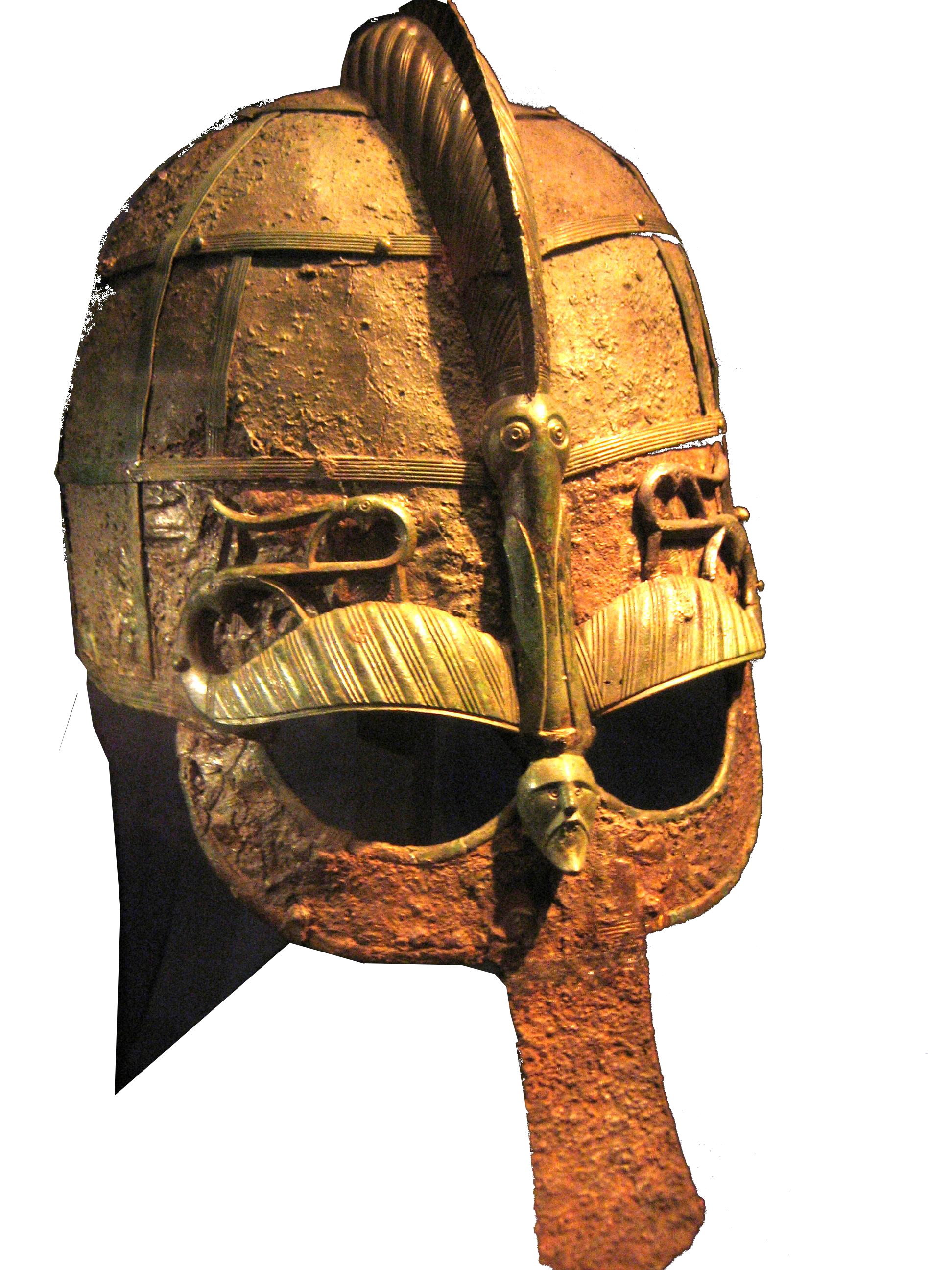
Helm aus einem der Gräber von Vendel

In der Nähe der Kirche wurden 15 Bootsgräber gefunden, angelegt zwischen 550 und 800. Deswegen ist der Ort Vendel eponymer Fundort für die in der schwedischen Archäologie als Vendelzeit bezeichnete Periode. Sie entspricht zeitlich dem Frühmittelalter in Mitteleuropa, wird aber in Skandinavien der Eisenzeit zugerechnet.
Das erste Bootsgrab von Vendel wurde im Jahr 1881 entdeckt und war nach dem Fund von Ultuna (kurz nach 1850) das zweite Bootsgrab der Vendelzeit, das überhaupt bekannt wurde. Die meisten Gräber wurden vermutlich beim Bau der Kirche um 1300 geplündert. Insgesamt sind bisher 12 Bootsgräber und zwei Holzkistengräber bekannt, die offenbar zeitlich aufeinander folgen und eine Zeitspanne von 600 bis 1000 n. Chr. abdecken. Die Holzkistengräber und sechs der Bootsgräber sind wikingerzeitlich, während die übrigen Bootsgräber vendelzeitlich sind. Die reichsten Gräber entstammen der Vendelzeit.
Nicht weit entfernt von den Bootsgräbern liegt der Ottarshögen (Ottarshügel), der ein Grab enthält, das vermutlich etwas früher zu datieren ist.